# Aisis
Aisis – dźwięk, którego częstotliwość dla aisis¹ wynosi około 493,9 Hz. Jest to podwyższony za pomocą podwójnego krzyżyka dźwięk a. Dźwięki enharmonicznie równoważne (o tej samej wysokości) to: h i ces.